# 진공 형광 디스플레이

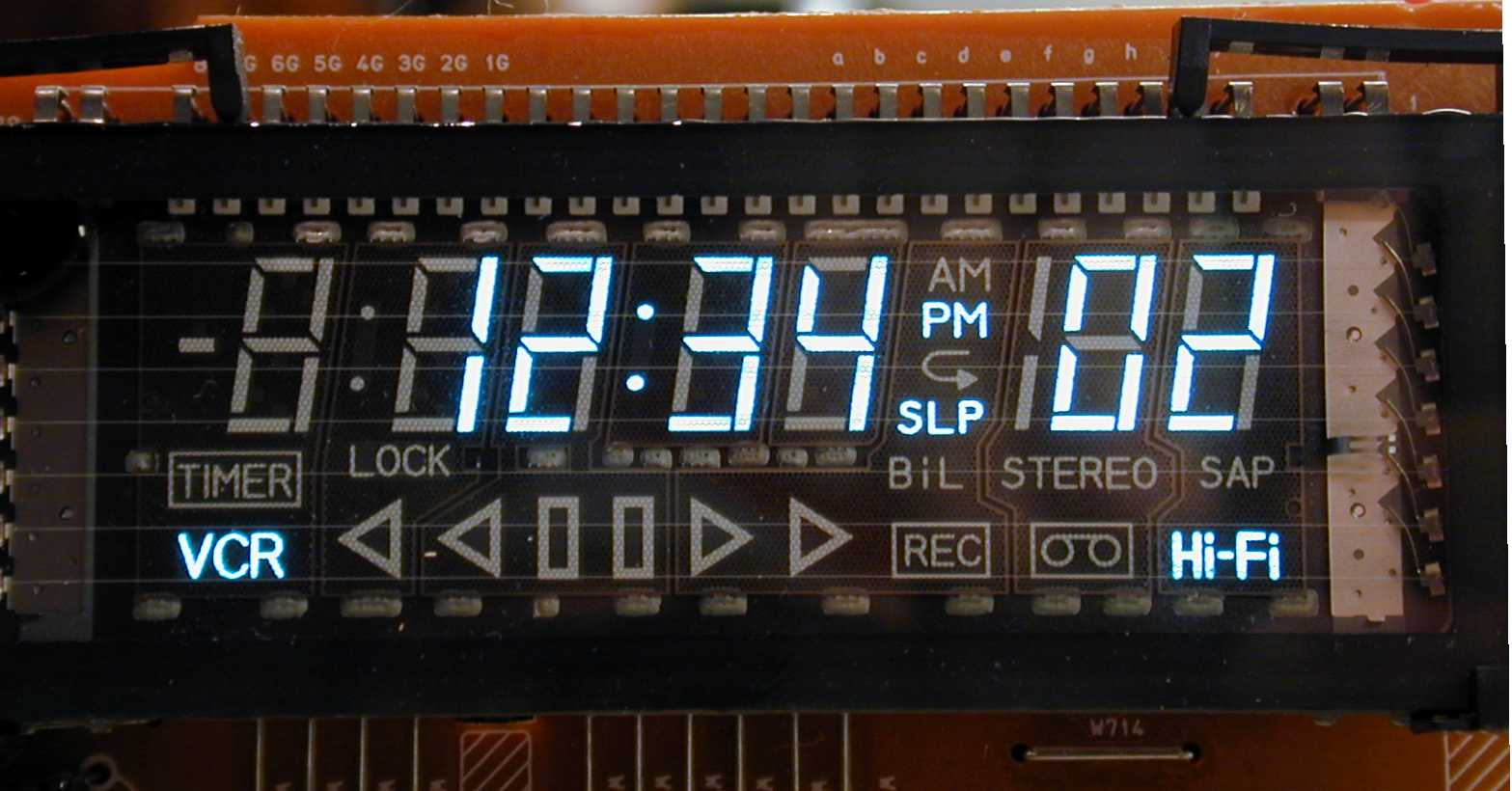
비디오 레코더에 사용되는 전형적인 진공 형광 디스플레이

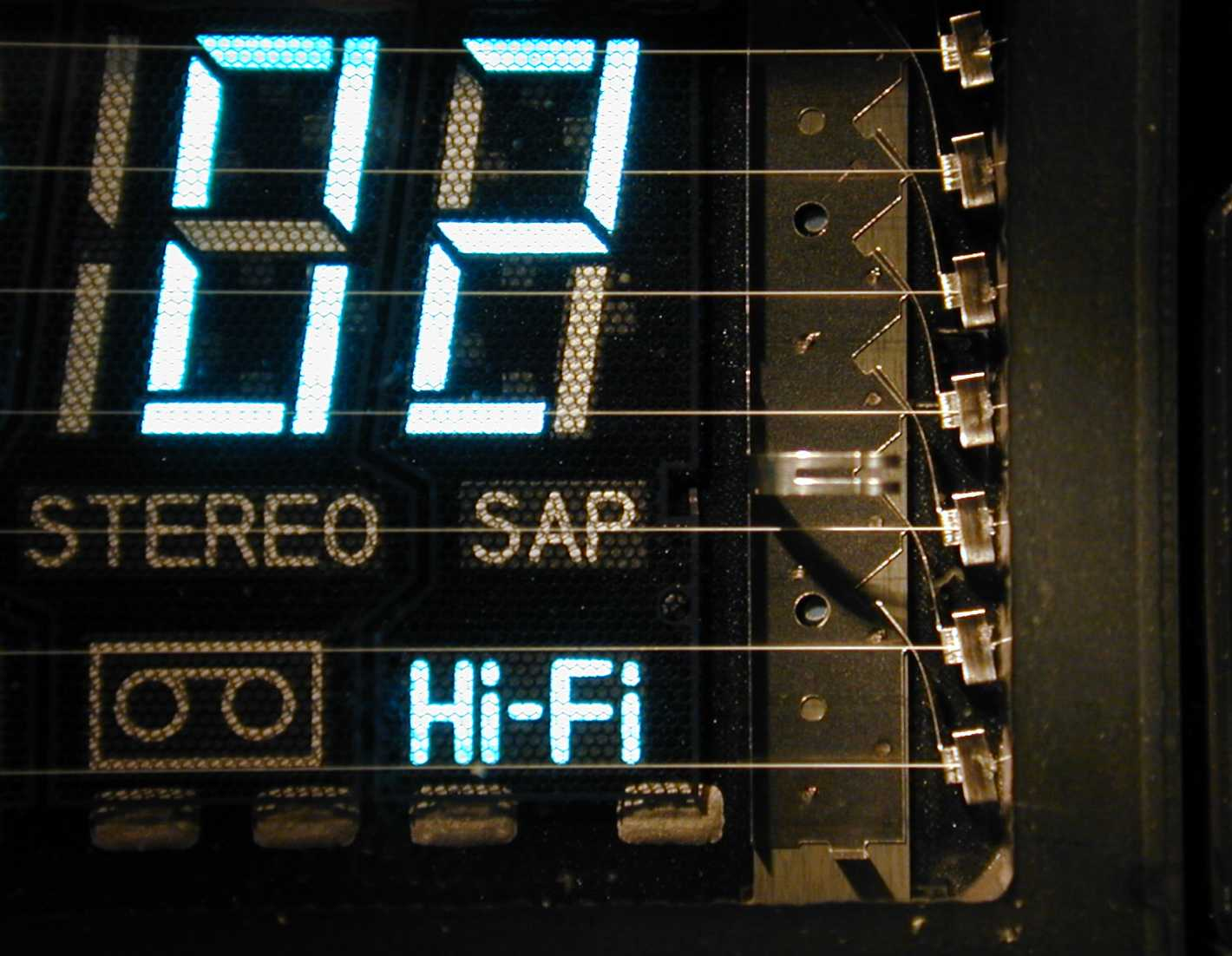
이미지 오른쪽의 철 스프링으로 고정되어 있는 VFD의 여러 필라멘트들.

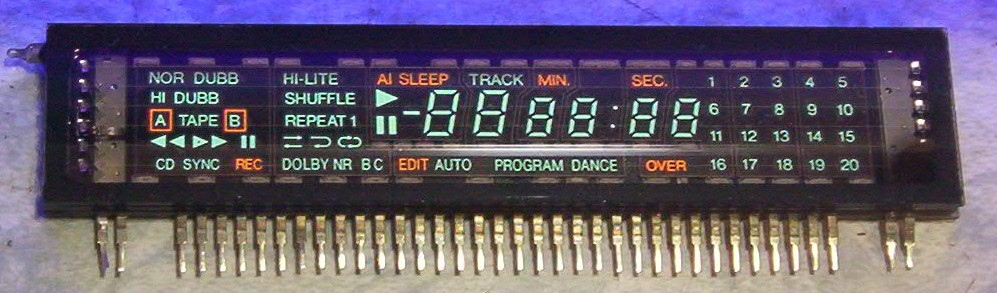
VFD 디스플레이. 외부 자외선 조명때문에 모든 세그멘트를 볼 수 있다.

진공 형광 디스플레이(Vacuum Fluorescent Display, VFD)는 비디오 카세트레코더, 카 라디오, 전자 레인지 등 소비 가전제품에 사용되는 디스플레이 장치이다.
VFD는 음극선관과 마찬가지로 음극선 발광의 원리를 이용하지만 훨씬 낮은 전압을 사용한다. VFD의 각각의 튜브는 인으로 코팅한 양극으로, 음극 필라멘트에서 방출되는 전자와 부딪혀서 발광한다.
LCD와는 달리 VFD는 높은 대비를 가진 매우 밝은 빛을 내고, 다양한 색을 지원할 수 있다. VFD의 평균 밝기는 640cd/m2 정도이고, 높은 밝기를 가진 VFD는 4,000 cd/m2에 이른다. 전압과 시간에 따라 35,000 cd/m2가 넘는 밝기도 가질 수 있다. 인의 성질을 이용한 색깔과 디스플레이의 밝기는 튜브의 수명에 중요한 영향을 끼친다. 예컨대, 선명한 붉은 VFD의 수명은 1,500시간까지 떨어지지만 흔히 쓰이는 초록 VFD는 30,000시간에 이른다. 과거에는 카드뮴이 흔히 쓰였지만 지금은 RoHS에 따라 VFD 제조과정에서 빠지게 되었다.

## 구조

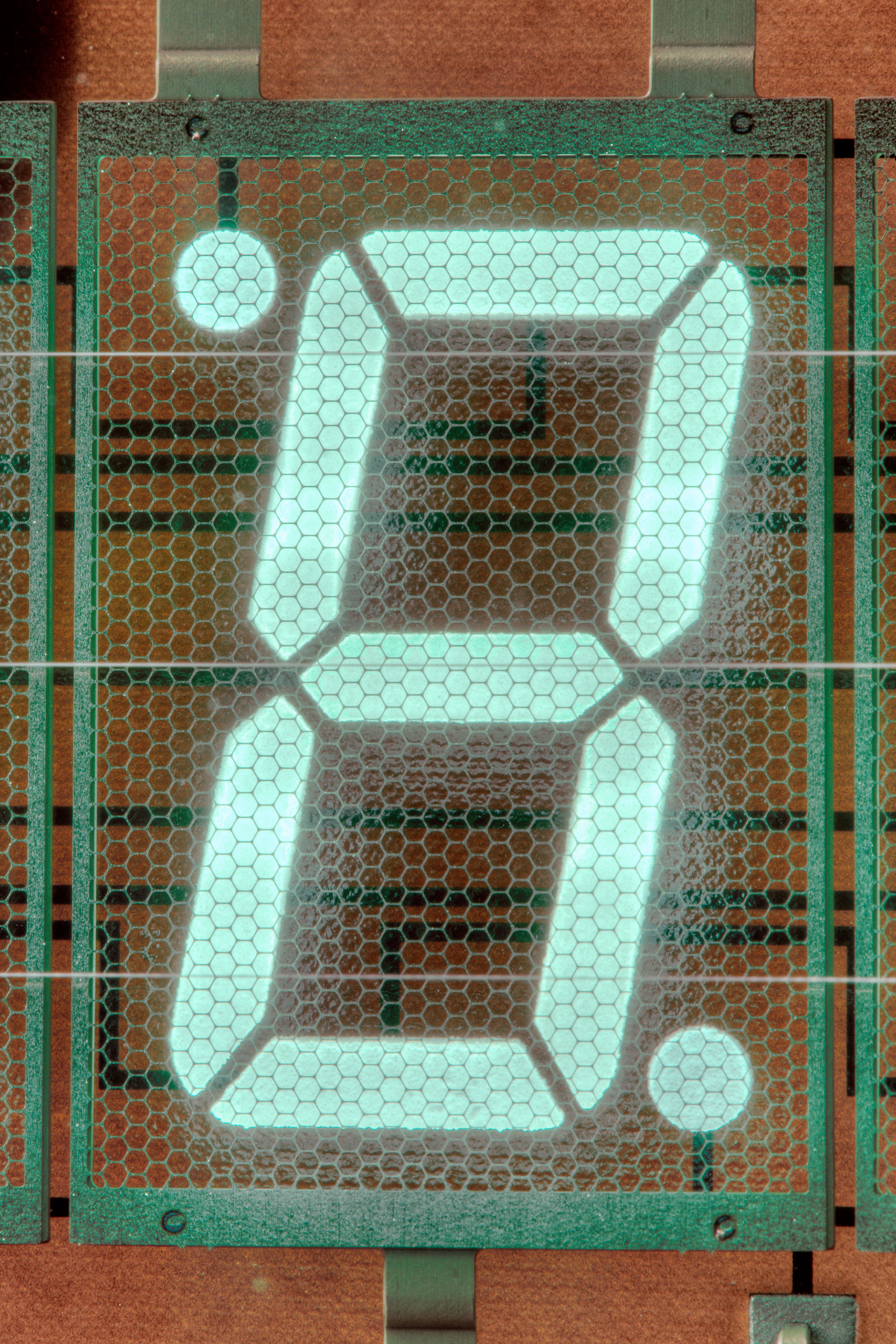
육각 텅스텐와이어로 고정된 VFD 숫자판.

## 응용
밝기 이외에도 VFD는 강한 내구성, 싼 가격, 그리고 쉽게 정해진 메시지를 표시할 수 있다는 장점을 갖고 있다. LCD와는 달리 VFD는 액정을 재배열할 필요가 없기 때문에 반응 시간이 존재하지 않는다. 그리고 역시 액정을 쓰지 않기 때문에 온도가 영하로 떨어져도 작동한다. 이러한 장점들 덕분에 추운 기후에 야외에서 사용하기에 적합하다. 초기 이 디스플레이의 큰 단점은 LCD에 비해 훨씬 큰 소비전력 (0.2 와트)였다. 배터리를 사용하는 계산기 등에 사용하기에 이것은 큰 단점이었고, 결국 VFD는 AC 파워 서플라이나 강력한 충전식 배터리가 있는 기기에만 주로 쓰이게 되었다.

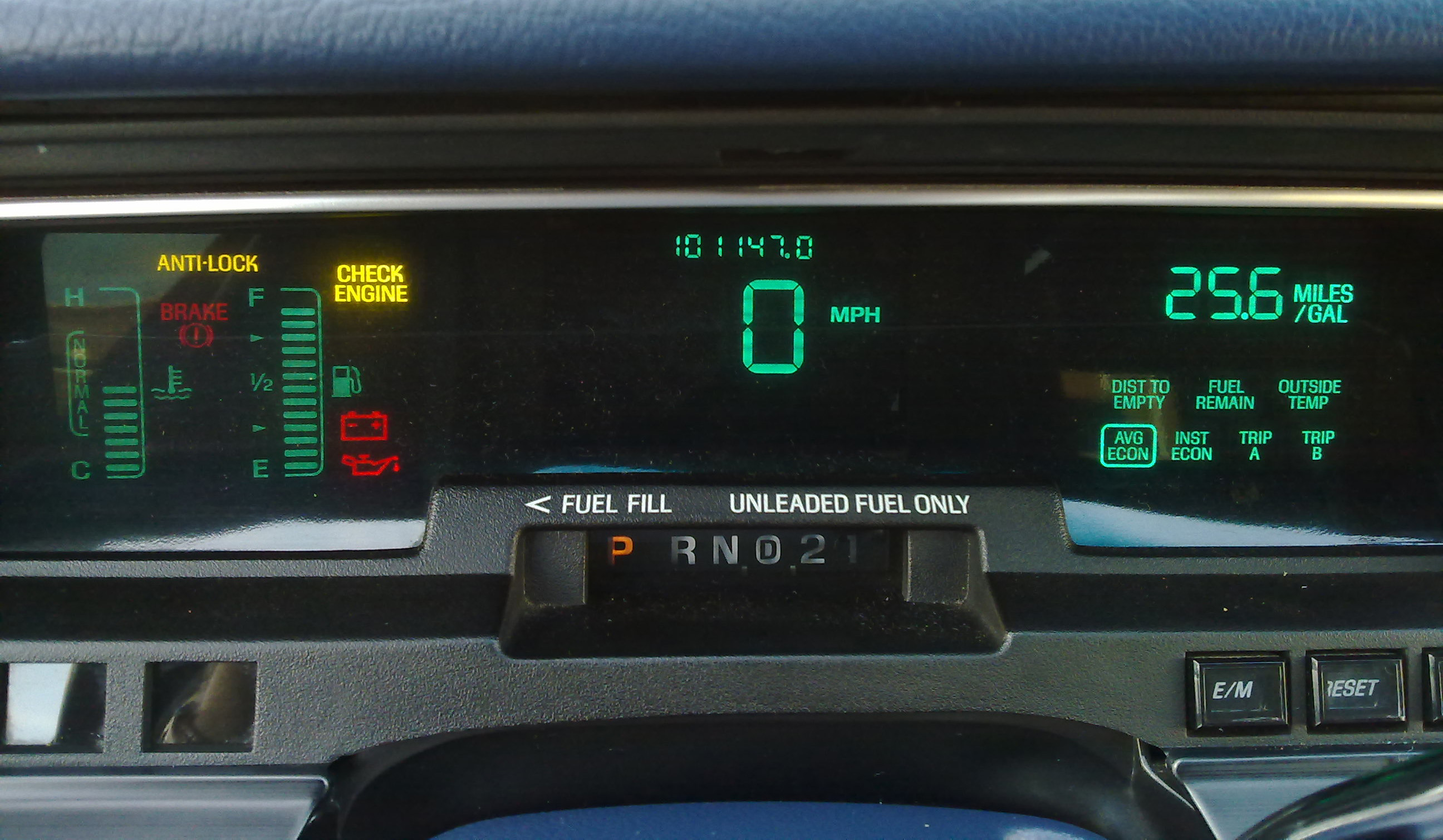
미국 자동차에 사용된 디지털 대시보드.

1980년대 자동차에서 사용되기 시작했고, 특히 스피드미터나 주행거리계 등에서 자동차가 디지털 디스플레이를 시험하는데 사용했다. 1980년대 초에 제조된 스바루의 하이엔드 차가 좋은 예이다(스바루는 디지털 대시보드 도입에 열성적이었다). VFD의 밝기는 차 안에서 사용하기에 적합했다. 현재 Renault MPV의 Scenic와 Espace 모델 둘 다 라디오와 멀티메시지 패널에서 VFD패널을 사용한다. 이 디스플레이는 밤 뿐 아니라 햇빛 아래에서도 보일 정도로 밝다.
이 기술은 1979년부터 1980년대 중반의 휴대용 전자 게임기에도 사용되었다.